# أولاد أحمد (أولاد بويغرومن)
أولاد أحمد هو دُوَّار يقع بجماعة مشرع حمادي، إقليم تاوريرت، جهة الشرق في المملكة المغربية. ينتمي الدوّار لمشيخة أولاد بويغرومن التي تضم 6 دواوير. يقدر عدد سكانه بـ 157 نسمة حسب الإحصاء الرسمي للسكان والسكنى لسنة 2004.

## روابط خارجية
- البوابة الوطنية للجماعات الترابية
- المندوبية السامية للتخطيط